# AZ Девы
AZ Девы (лат. AZ Virginis) — двойная затменная переменная звезда типа W Большой Медведицы (EW) в созвездии Девы на расстоянии приблизительно 762 световых лет (около 234 парсек) от Солнца. Визуальная звёздная величина звезды — от +11,37m до +10,74m. Орбитальный период — около 0,3497 суток (8,392 часа).
Открыта Куно Хофмейстером в 1935 году или А. Йеншем в 1937 году*.

## Характеристики
Первый компонент — жёлто-белая звезда спектрального класса F8V, или F8, или G0. Масса — около 1,24 солнечной, радиус — около 1,35 солнечного, светимость — около 1,823 солнечной. Эффективная температура — около 5906 K.
Второй компонент — жёлтый карлик спектрального класса G. Масса — около 0,76 солнечной, радиус — около 1,26 солнечного. Эффективная температура — около 5800 K.